# Heiligste Jungfrau Maria Hilfe der Christen (Alytus)

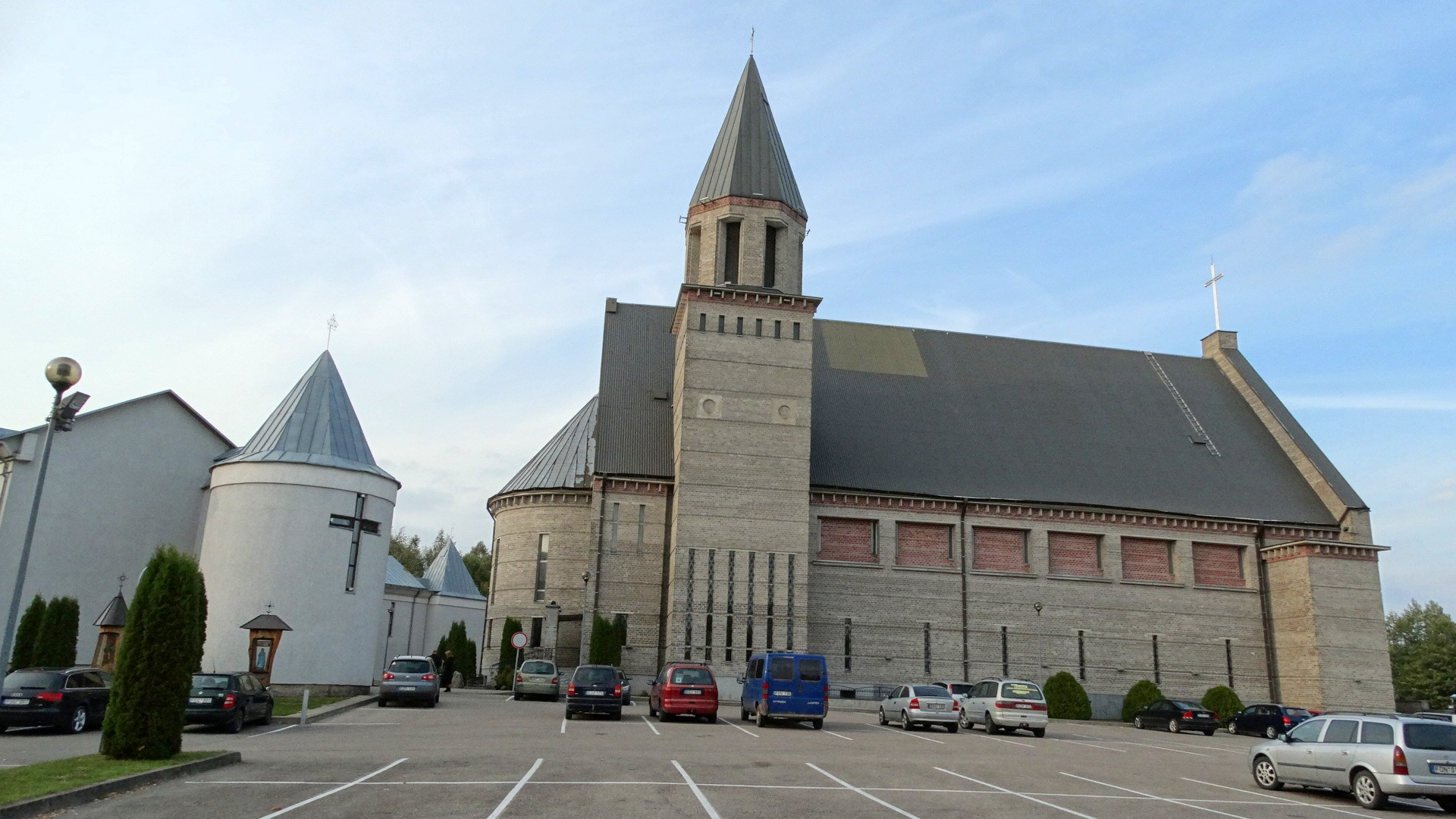
Heiligste Jungfrau Maria Hilfe der Christen in Alytus

Die Heiligste Jungfrau Maria Hilfe der Christen (lit. Alytaus Švč. Mergelės Marijos Krikščionių Pagalbos bažnyčia) ist eine römisch-katholische Mariahilfkirche in der litauischen Stadt Alytus, im Stadtteil Vidzgiris. Dies ist die neueste Kirche der Stadtgemeinde Alytus. Baubeginn war im Jahr 1991, die Einweihung erfolgte 2001.

## Geschichte
Ab 1988 wurde der Bau einer neuen Kirche in Alytus geplant; dazu wurde das Kirchenkomitee der Vidzgiris-Religionsgemeinschaft Alytus gegründet. Bis dahin gehörten ihre Mitglieder zur einzigen Kirchengemeinde der Stadt Alytus im Bistum Vilkaviškis. Der Pfarrer dieser Gemeinde war Pranas Račiūnas. Ab 1989 kümmerte sich der Salesianer-Pater Petras Dumbliauskas um den Bau des Pfarrhauses.
Im Oktober 1991 begannen die ersten Arbeiten zum Bau der neuen Kirche: die Verlegung der Kommunikation, Installation eines Kollektors unter der Jurgiškių-Straße, Bau von Stahlbetonschächten, Verlegung eines Elektrokabels. Im Oktober 1992 fand die Weihe des Grundsteins der Kirche statt. 1993 wurde der Priester Leonas Jakimavičius zum Pfarrer ernannt. Zweck der Ernennung war der Aufbau der Gemeinde der neu gegründeten Kirchengemeinde und der Bau des Gotteshauses. Zum Zeitpunkt der Ernennung war bereits ein Grundstück für den Bau einer neuen Kirche ausgewählt und mit dem Bau des Pfarrhauses begonnen worden. Im Juni 1995  wurde der erste Gründungspfahl der neuen Kirche betoniert. Die Arbeiten wurden vom litauischen Unternehmen AB „Alvista“ ausgeführt.
Am 26. August 2001 weihte Bischof Juozas Žemaitis die neu erbaute Kirche der Mariahilfe. An der Heiligen Messe nahmen 23 Priester teil.